# سن لوسی ویلیج (آریزونا)
سن لوسی ویلیج (به انگلیسی: San Lucy Village) یک منطقهٔ مسکونی در ایالات متحده آمریکا است که در آریزونا واقع شده است. سن لوسی ویلیج ۲۱۴ متر بالاتر از سطح دریا واقع شده است.